# Ferrari F60
Ferrari F60 — гоночный автомобиль  команды Scuderia Ferrari на сезон 2009 Формулы-1. Презентация состоялась 12 января 2009 года.

## Презентация и тесты
F60 - это 55-й болид Ferrari для участия в Формуле-1. Такой индекс был дан в честь 60-й годовщины выступления Ferrari в Формуле 1. Итальянская команда единственная, которой удалось принять участие во всех сезонах Формулы-1. F60 была представлена 12 января 2009. Фелипе Масса осуществил первичную обкатку болида на трассе Муджелло сразу после презентации, так как погодные условия на трассе Фьорано оставляли желать лучшего.
Первые полноценные тесты F60 прошли на трассе Муджелло в течение недели начиная с 19 января.. В течение сезона команда проводила разрешенные регламентом аэродинамические тесты на прямых трассы Фьорано, где испытала значительно доработанную версию шасси — Ferrari F60B.

## История выступлений
Новый болид был значительно быстрее предыдущего, несмотря на существенные изменения в техническом регламенте. Однако старт сезона оказался удручающим - ни одного очка в первых трех гонках. Такого не было с 1981 года. Репутацию итальянской конюшни спас Кими Райкконен, занявший шестое место на Гран-при Бахрейна.

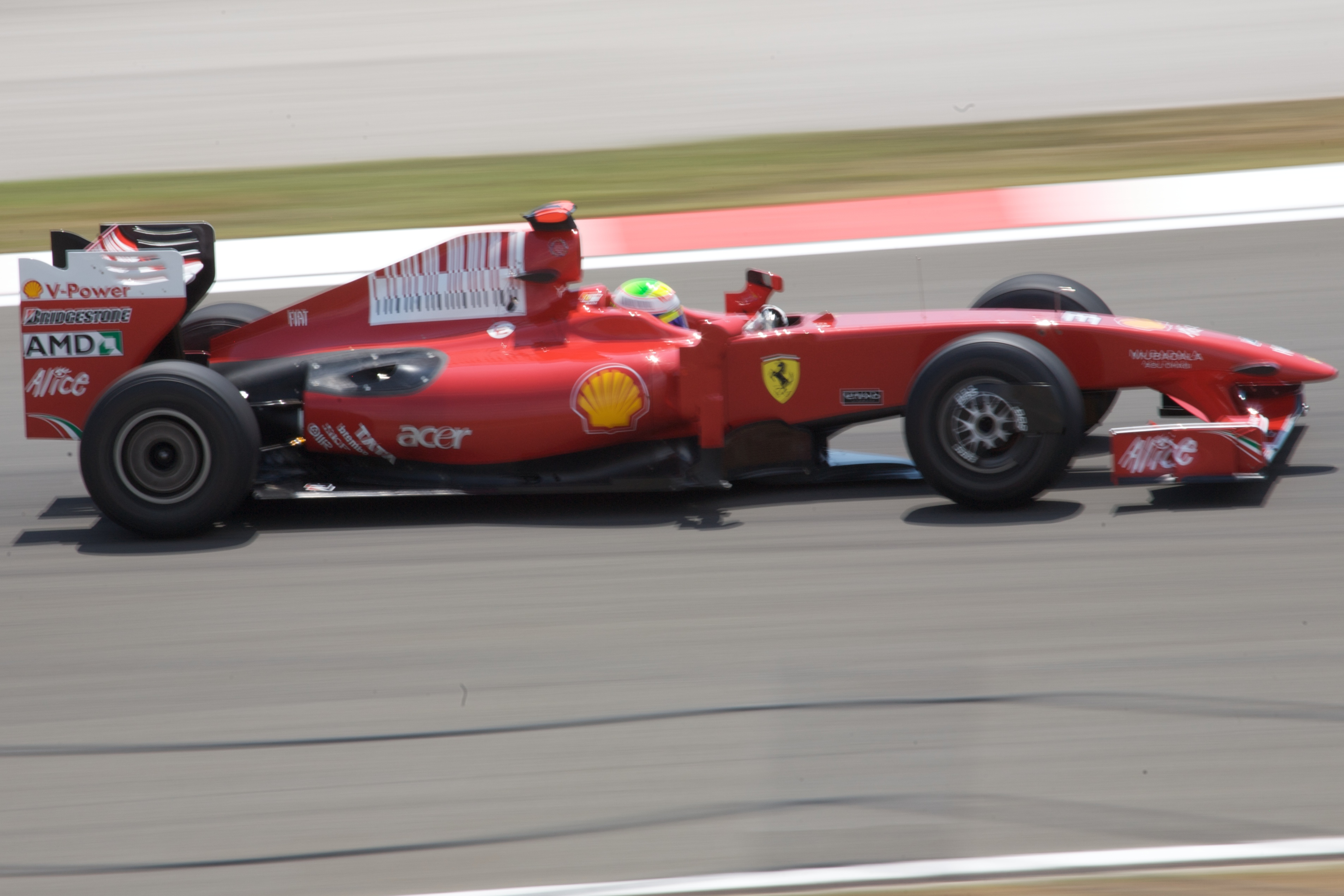
Фелипе Масса управляет F60B на Гран-при Турции 2009 года.

Доработанная F60B дебютировала на Гран-при Испании. Кими Райкконен принес команде первый подиум в сезоне уже во второй гонке для данной модификации болида. Он же принесёт и единственную победу в Спа.
Масса выступал стабильнее и имел к середине сезона вдвое больше очков, чем финн. Однако во время квалификации к Гран-при Венгрии бразилец попал в серьёзную аварию. Последствия аварии сказались на здоровье гонщика, вследствие которых конец сезона 2009 года Масса вынужден был пропустить. На его место пригласили тестера команды - Луку Бадоера. Но удручающие результаты Луки (он проигрывал по 2-3 секунды лидерам в квалификации) вынудили руководство Ferrari заменить его на другого итальянца - Джанкарло Физикеллу, который и провел оставшиеся до конца чемпионата гонки.
Ближе к концу сезона доработка F60 практически прекратилась, так как все силы были брошены на разработку болида для следующего года. Отсюда и относительный спад команды на последних этапах чемпионата. Ferrari так и не сумела опередить McLaren в Кубке Конструкторов, отстав на 1 очко.

## Спонсоры
Титульный спонсор — Marlboro (Altria Group), основные спонсоры: Fiat, Shell, Etihad Airways, Telecom Italia (Alice), Bridgestone, AMD, Acer, Mubadala, IVECO.

## Результаты в чемпионате мира Формулы-1
| Легенда к таблице |                                                                    |
| --- | ------------------------------------------------------------------ |
| В таблице перечислены результаты всех Гран-при Формулы-1, в которых использовался автомобиль. Строками таблицы являются сезоны, столбцами — этапы чемпионата мира. В каждой клетке указаны сокращённое название этапа и результат, дополнительно обозначенный цветом. Расшифровка обозначений и цветов представлена в нижеследующей таблице. |                                                                    |
| \| Пример \| Описание \| \| ------------ \| ------------------------------------------------------------------ \| \| 1 \| Победитель \| \| 2 \| Второе место \| \| 3 \| Третье место \| \| 5 \| Финишировал, заработав очки \| \| Сход \| Не финишировал, но при этом заработал очки \| \| 12 \| Финишировал, не получив очков \| \| НКЛ \| Финишировал, но не попал в финальную классификацию \| \| 15 \| Участвовал вне зачёта, либо по отдельной классификации \| \| 18 \| Не финишировал, но попал в финальную классификацию \| \| Сход \| Не финишировал \| \| НКВ \| Не прошёл квалификацию \| \| НПКВ \| Не прошёл предквалификацию \| \| ДСК \| Дисквалифицирован \| \| ИСК \| Исключён из протокола соревнований \| \| ТТ \| Заявлен для участия только в тренировках \| \| НС \| Участвовал в квалификации, но не стартовал в гонке \| \| Т \| Травмирован или болен \| \| ОТК \| Отказ от участия \| \| НТР \| Прибыл на соревнования, но на трассу не выезжал \| \| НПР \| Был заявлен в числе участников, но не прибыл к началу соревнований \| \| О \| Соревнования отменены \| \| \| Не участвовал \| \| Поул-позиция \| \| \| Быстрый круг \| \| |                                                                    |
| Пример | Описание                                                           |
| 1 | Победитель                                                         |
| 2 | Второе место                                                       |
| 3 | Третье место                                                       |
| 5 | Финишировал, заработав очки                                        |
| Сход | Не финишировал, но при этом заработал очки                         |
| 12 | Финишировал, не получив очков                                      |
| НКЛ | Финишировал, но не попал в финальную классификацию                 |
| 15 | Участвовал вне зачёта, либо по отдельной классификации             |
| 18 | Не финишировал, но попал в финальную классификацию                 |
| Сход | Не финишировал                                                     |
| НКВ | Не прошёл квалификацию                                             |
| НПКВ | Не прошёл предквалификацию                                         |
| ДСК | Дисквалифицирован                                                  |
| ИСК | Исключён из протокола соревнований                                 |
| ТТ | Заявлен для участия только в тренировках                           |
| НС | Участвовал в квалификации, но не стартовал в гонке                 |
| Т | Травмирован или болен                                              |
| ОТК | Отказ от участия                                                   |
| НТР | Прибыл на соревнования, но на трассу не выезжал                    |
| НПР | Был заявлен в числе участников, но не прибыл к началу соревнований |
| О | Соревнования отменены                                              |
| | Не участвовал                                                      |
| Поул-позиция |                                                                    |
| Быстрый круг |                                                                    |

| Год  | Команда                   | Двигатель           | Шины | Пилоты    | 1    | 2     | 3    | 4   | 5    | 6   | 7   | 8   | 9    | 10  | 11  | 12  | 13  | 14  | 15  | 16  | 17  | Место | Очки |
| ---- | ------------------------- | ------------------- | ---- | --------- | ---- | ----- | ---- | --- | ---- | --- | --- | --- | ---- | --- | --- | --- | --- | --- | --- | --- | --- | ----- | ---- |
| 2009 | Scuderia Ferrari Marlboro | Ferrari 056 V8, 2,4 | B    |           | АВС  | МАЛ ‡ | КИТ  | БАХ | ИСП  | МОН | ТУР | ВЕЛ | ГЕР  | ВЕН | ЕВР | БЕЛ | ИТА | СИН | ЯПО | БРА | АБУ | 4     | 70   |
| 2009 | Scuderia Ferrari Marlboro | Ferrari 056 V8, 2,4 | B    | Масса     | Сход | 9     | Сход | 14  | 6    | 4   | 6   | 4   | 3    | Т   | Т   | Т   | Т   | Т   | Т   | Т   | Т   | 4     | 70   |
| 2009 | Scuderia Ferrari Marlboro | Ferrari 056 V8, 2,4 | B    | Бадоер    |      |       |      |     |      |     |     |     |      |     | 17  | 14  |     |     |     |     |     | 4     | 70   |
| 2009 | Scuderia Ferrari Marlboro | Ferrari 056 V8, 2,4 | B    | Физикелла |      |       |      |     |      |     |     |     |      |     |     |     | 9   | 13  | 12  | 10  | 16  | 4     | 70   |
| 2009 | Scuderia Ferrari Marlboro | Ferrari 056 V8, 2,4 | B    | Райкконен | 15   | 14    | 10   | 6   | Сход | 3   | 9   | 8   | Сход | 2   | 3   | 1   | 3   | 10  | 4   | 6   | 12  | 4     | 70   |

‡ Гонка была прервана из-за погодных условий, гонщики получили половину очков